# Stefan Georgiew (Eishockeyspieler)
Stefan Georgiew (bulgarisch Стефан Георгиев; * 18. Juni 1992) ist ein ehemaliger  bulgarischer Eishockeyspieler, der den Großteil seiner Karriere beim HK Slawia Sofia in der bulgarischen Eishockeyliga verbrachte.

## Karriere
Stefan Georgiew begann seine Karriere als Eishockeyspieler beim HK ZSKA Sofia. 2008 wechselte er zum Lokalrivalen HK Slawia Sofia. Mit Slawia errang er 2010, 2011 und 2012 den bulgarischen Meistertitel. 2010 und 2011 gewann er mit seinem Team zudem den bulgarischen Eishockeypokal. Nach dem dritten Meistertitel beendete er erst 20-jährig seine Karriere.

### International
Im Juniorenbereich spielte Georgiew für Bulgarien bei den U18-Weltmeisterschaften 2008, 2009 und 2010 sowie den U20-Weltmeisterschaften 2010, 2011 und 2012 jeweils in der Division III.
Mit der bulgarischen Herren-Nationalmannschaft nahm Georgiew lediglich an der Weltmeisterschaft 2010 in der Division II teil.

## Erfolge und Auszeichnungen
- 2010 Bulgarischer Meister und Pokalsieger mit dem HK Slawia Sofia
- 2011 Bulgarischer Meister und Pokalsieger mit dem HK Slawia Sofia
- 2012 Bulgarischer Meister mit dem HK Slawia Sofia